# Nagroda Literacka Czterech Kolumn
Nagroda Literacka Czterech Kolumn – polska nagroda literacka przyznawana corocznie od 2001 roku (nagrody nie przyznano jedynie w 2009 roku) w dziedzinie prozy i poezji oraz co pięć lat w dziedzinie eseju lub felietonu. Nagrodę otrzymuje się za konkretne dzieła napisane w języku polskim albo za całokształt twórczości.

## Historia
Inicjatorem oraz fundatorem nagrody w 2000 roku był polski pisarz, historyk sztuki, lotnik i sadownik Stanisław Pasternak. Nagrodę wymyślił wraz z Bogusławem Kiercem i Jerzym Plutą jako wyraz sprzeciwu wobec niedoceniania przez ówczesną krytykę literacką poezji Tymoteusza Karpowicza. Manifest ideowy nagrody opublikował Jerzy Pluta na łamach wydawanego przez siebie czasopisma "Przecinek" w 2001 roku. Nagrodzony twórca musi być według regulaminu nagrody literackim poszukiwaczem i odkrywcą (musi odbyć "podróż do końca horyzontu", jak głosi motto zaczerpnięte z wiersza Blaise'a Cendrarsa). Jury w pięcioosobowym składzie obraduje w sadzie brzoskwiniowym fundatora w Lutyni lub we Wrocławiu. W jury nagrody zasiadali lub zasiadają: Bogusław Kierc (podczas pierwszych edycji do 2005 roku), Barbara Baworowska (do 2020 roku), Krzysztof Krasuski (od 2021 roku), Stanisław Pasternak (od 2001 do swojej śmierci w 2024), Ireneusz Staroń (od 2015 roku), Paulina Subocz-Białek (od 2015 roku), Jerzy Żurko (od 2022 roku). W 2013 roku przewodniczącą jury została Dorota Heck, a studenckie Koło Naukowe im. Brunona Schulza Wydziału Filologii Polskiej Uniwersytetu Wrocławskiego dołączyło do organizacji uroczystości wręczenia w 2014 roku.
Laureat otrzymuje Statuetkę Czterech Kolumn i symboliczne 1 zł. Od 2001 roku nagroda była wręczana w sadzie Stanisława Pasternaka. Uroczystość wręczenia organizowano w maju podczas "Święta Kwitnącej Brzoskwini" albo w październiku podczas Dni Miodobrania. Obecnie nagroda jest wręczana w Klubie Muzyki i Literatury we Wrocławiu.

## Laureaci
- Andrzej Falkiewicz za powieść Ledwie mrok (2001)[7]
- Tymoteusz Karpowicz za tom poetycki Słoje zadrzewne (2001)[7]
- Henryk Bereza za zbiór Oniriada (2002)[7]
- Jakub Ekier za tom Podczas ciebie (2002)[7]
- Jarosław Marek Rymkiewicz za encyklopedię Leśmian oraz dzieła eseistyczne i poetyckie (2002)[7]
- Krystyna Miłobędzka za twórczość poetycką (2003)[7][15]
- Bartłomiej Majzel za zbiór wierszy Bieg zjazdowy (2003)[7]
- Jacek Łukasiewicz za zbiór szkiców Ruchome cele (2004)[7]
- Piotr Matywiecki za tom Zwyczajna, symboliczna, prawdziwa (2004)[7]
- Kazimierz Hoffman za tom poetycki Droga (2005)[7]
- Jolanta Stefko za powieść Możliwe sny (2005)[7]
- Waldemar Łysiak za felietonistykę (2006)[7]
- Rafał A. Ziemkiewicz za felietonistykę (2006)[7][16]
- Stanisław Dróżdż za Pojęciokształty (2007)[7]
- Janusz Styczeń za twórczość poetycką (2008)[7]
- Maciej Melecki za tomy poetyckie Zawsze wszędzie indziej i Przester (2010)[7]
- Joanna Mueller za tom poetycki Wylinki oraz tom esejów Stratygrafie (2011)[7]
- Ewa Sonnenberg za twórczość poetycką (2012)[7]
- Henryk Wolniak za neologizmy (2013)[7][17]
- Jan Polkowski za twórczość poetycką (2014)[7]
- Marta Kwaśnicka za tom esejów Krew z mlekiem (2015)[7][18][19]
- Przemysław Dakowicz za tom esejów Obcowanie (2016)[7][20]
- Piotr Klimczak za całokształt twórczości (2017)[7]
- ks. Jerzy Szymik za poezję ze szczególnym uwzględnieniem tomu Dobre wino (2018)[7]
- Artur Nowaczewski za twórczość poetycką (2019)[7]
- Krzysztof Koehler za całokształt twórczości z okazji jubileuszu trzydziestolecia (1989–2019) (2020)[1]
- Krzysztof Czacharowski za tom Śpiewnik z oka (2020)[1][21][22]
- Barbara Gruszka-Zych za wiersze o wyostrzonych zmysłach duchowych (2021)[7][23]
- Kazimierz Nowosielski za całokształt twórczości (2021)[7]
- Wojciech Wencel za poezję i eseje (2022)[7][24]
- Stanisław Srokowski za tworzenie literatury jako przekazu pamięci (2023)[25][26]
- Mirosław Dzień za odkrywczą twórczość eseistyczną i poetycką (2024)[27][28]